# Załuski (gromada)
Załuski – dawna gromada, czyli najmniejsza jednostka podziału terytorialnego Polskiej Rzeczypospolitej Ludowej w latach 1954–1972.
Gromady, z gromadzkimi radami narodowymi (GRN) jako organami władzy najniższego stopnia na wsi, funkcjonowały od reformy reorganizującej administrację wiejską przeprowadzonej jesienią 1954 do momentu ich zniesienia z dniem 1 stycznia 1973, tym samym wypierając organizację gminną w latach 1954–1972.
Gromadę Załuski z siedzibą GRN w Załuskach utworzono – jako jedną z 8759 gromad na obszarze Polski – w powiecie płońskim w woj. warszawskim, na mocy uchwały nr VI/10/14/54 WRN w Warszawie z dnia 5 października 1954. W skład jednostki weszły obszary dotychczasowych gromad Olszyny, Olszyny Nowe, Michałówek, Smulska, Strużewo i Załuski ze zniesionej gminy Załuski oraz obszary dotychczasowych gromad Falbogi Wielkie i Koryciska ze zniesionej gminy Cieksyn w tymże powiecie. Dla gromady ustalono 16 członków gromadzkiej rady narodowej.
31 grudnia 1959 do gromady Załuski przyłączono obszar zniesionej gromady Kamienica w tymże powiecie.
1 stycznia 1969 do gromady Załuski włączono wieś Wilamy ze zniesionej gromady Wrona w tymże powiecie.
Gromada przetrwała do końca 1972 roku, czyli do kolejnej reformy gminnej. 1 stycznia 1973 w powiecie płońskim reaktywowano gminę Załuski.